# Constructivistisch onderwijs
Constructivistisch onderwijs is een wijze van overdragen van kennis, inzichten en vaardigheden, gebaseerd op het constructivisme.
In het onderwijs is het een leertheorie die uitgaat van de opvatting dat leren start wanneer de lerende een storende discrepantie ervaart tussen zijn eigen wereldbeeld en dat van anderen. De lerende is dan geneigd om dit gebrek aan overeenstemming zo effectief mogelijk weg te willen werken door zich de betekenis die hij zelf construeert voor zijn omgeving samen met anderen bewust te worden en te verkennen.

## Achtergrond
Jean Piaget wordt gezien als de grote pionier wat betreft de constructivistische leertheorie. Een psychologische kennistheorie die stelt dat veel verschijnselen in de werkelijkheid bestaan omdat daarover mensen met elkaar (vaak onuitgesproken) afspraken hebben gemaakt ("sociale constructies"). Wat als kennis of inzicht wordt aangenomen is gestoeld op de kenmerken van die gemeenschap en heeft mogelijk daarbuiten een andere betekenis of waarde. Een van de andere pioniers van het constructivisme is de Russische ontwikkelingspsycholoog Lev Semyonovich Vygotsky (1896 - 1934). Hoewel zijn werk in de jaren 60 door de Westerse wereld zijn intrede deed, werd hij pas grootschalig ontdekt toen de glasnost de wetenschap uit de Sovjet-Unie openstelde. Zijn werk is beïnvloed door Piaget. Dat geldt in sterke mate voor Seymour Papert die als protegé van Piaget het constructionisme ontwikkelde als een uitwerking van de constructivistische leertheorie. Het constructivisme heeft zijn wortels, naast het werk van Piaget, in de Gestalt-psychologen Bartlett en Bruner, en in de onderwijsfilosofie van John Dewey. Er is geen eenduidige constructivistische leertheorie. Sommige constructivisten leggen vooral nadruk op de sociale constructie van kennis, het sociaal constructivisme, andere vinden het sociale aspect minder belangrijk.
Parallel aan deze ontwikkeling was de verandering van opvatting over leren door de ontwikkeling van informatie-theoretische inzichten. In de Verenigde Staten begonnen leerpsychologen vanaf de jaren 60 de mens te beschouwen als een soort computer, een informatieverwerkend systeem. Hieruit ontstond de zogenaamde cognitieve leerpsychologie. Het constructivisme kan worden opgevat als een uitwerking van de cognitieve leerpsychologie.
Constructivisme is momenteel de basis van waaruit veel onderwijsontwikkelaars vertrekken. Ze baseren zich op de consensus in huidig wetenschappelijk onderzoek dat aantoont dat in sociaal-constructivistisch even goed wordt gescoord op de traditionele leerdoelen, maar beter in planmatig werken, kritisch denken en problemen oplossen. Tegenover de hype stond al lang geleden Piaget die later in zijn leven juist enige kritiek op het sociaal constructivisme uitte. Daarin wordt hij onder meer gesteund door Herbert A. Simon.

## Kenmerken
Onderwijsontwikkelaars beschouwen tegenwoordig de leerling niet meer als een simpel leersysteem waarvan men slechts wil weten wat er als prikkel in gaat en wat de uitkomende reactie zal zijn (behavioristische theorie). Tegenwoordig is men in de interne regels van dit leersysteem geïnteresseerd, daarbij geïnspireerd door het grondmodel van Gagné voor het leren en onthouden. Men wil weten hoe informatie door de lerende wordt verworven, verwerkt en teruggegeven. Met name onderzoekt men daartoe hoe het geheugen werkt.
Kenmerkende overeenkomst voor het constructivistisch onderwijs, in al zijn verschijningsvormen, is een actief, construerend, cumulatief en doelgericht leerproces. Het leren is volgens deskundigen actief omdat de lerende zelf informatie die binnenkomt moet verwerken om het zinvolle betekenis te geven. Het leren is construerend omdat de lerende de nieuwe informatie moet voortborduren op en koppelen aan andere informatie. Het is cumulatief omdat de andere informatie al dient te bestaan als voorkennis. Het is doelgericht leren omdat de lerende alleen dan het meest ontvankelijk is voor het adopteren van een nieuwe en het aanpassen van een bestaande constructie als hij weet waarvoor het dient en wat het overnemen hem oplevert.
Een karakteristiek van constructivistisch onderwijs is de bepalende rol van voorkennis. Voorkennis wordt uitgebreid en gereconstrueerd. In het opnemen, selecteren, herschikken, relateren, aanvullen, betekenis geven en aanpassen is voorkennis echter niet alleen het voorwerp van verandering maar ook de bestuurder van het proces. Van Parreren noemt als voorbeeld een peuter die voor het eerst een trolleybus zag. Verbaasd riep het kind: "Een autobus met een hijskraan erop!". Het kind had de trolleybus waargenomen vanuit de voorkennis, namelijk twee betekenisvolle onderdelen, de autobus en de hijskraan en op die wijze aan elkaar gerelateerd en geïntegreerd tot een nieuw begrip.
Een andere kenmerk is de vraag om een rijke en uitdagende leeromgeving. De leeromgeving moet georganiseerd uitdagen in de zin dat er ontevredenheid bij de lerende ontstaat met ongewenste bestaande constructies (Gunstone in navolging van Posner e.a. en Vermunt). Verder is er relatief veel aandacht voor het voorbereiden van het leerproces en de diagnosticerende en remediërende rol van de onderwijsbegeleider daarbij.

## Toepassing
Constructivistisch onderwijs is terug te vinden in het natuurlijk leren, ondernemend leren, projectonderwijs, entreprenasium, computerondersteund onderwijs en vormen van Het nieuwe leren. Technieken als Concept Mapping bouwen op de grondgedachten voort.
Het competentiegericht onderwijs wordt vaak gezien als voorkomend uit het constructivisme. Een belangrijk verschil is echter dat in constructivistisch onderwijs het door vallen en opstaan samen met anderen opbouwen van kennis, inzichten en vaardigheden voorop staat. Terwijl in competentiegericht onderwijs het gaat om het aantonen van een verworven competentie door het individu, dus leren door en van fouten met anderen hoogstens een noodzakelijk middel is. Het fenomenologisch onderwijs kent veel raakpunten met het constructivistisch onderwijs maar ook enkele verschillen.